# Jan de Baenst
Jan de Baenst (ca. 1290 - ca. 1360) was een gezagdrager in de veertiende eeuw, in Sluis en het Brugse Vrije
Jan de Baenst die sproot uit de in Sluis vooraanstaande familie Van Cadzand, was de eerste die de naam De Baenst aannam.
Hij werd door graaf Robrecht van Béthune tot ridder geslagen in 1313 en was schepen van het Brugse Vrije van 1317 tot 1317.
Van een niet nader genoemde echtgenote had hij drie zoons:
- Willem de Baenst, die schepen was van het Brugse Vrije van 1325 tot 1328.
- Richard de Baenst, heer van Sint-Joris, die trouwde met een dochter uit de familie van Reygaertsvliet. Ze hadden als zoon Jan I de Baenst
- Diederik de Baenst, heer van Sint-Joris, was schepen van het Brugse Vrije in 1323-24. Hij had als zoons:
  - Hendrik de Baenst, heer van Sint-Joris, die schepen was van het Brugse Vrije in 1380
  - Jan de Baenst, heer van Sint-Joris, werd tot ridder geslagen en was schepen van het Brugse Vrije van 1384 tot aan zijn dood. Hij was  grootbaljuw voor Brugge en het Brugse Vrije in 1401. Hij was ook sire in de Brugse Sint-Jorisgilde. Jan de Baenst was ook raadsheer van hertog Filips de Stoute en was aldus de eerste van een lange rij leden van de familie de Baenst die hun lot verbonden aan dat van de Bourgondische hertogen.